# Пірникоза юнінська
Пірникоза юнінська (Podiceps taczanowskii) — вид птахів родини пірникозових (Podicipedidae). Вид мешкає на озері Хунін, що розташоване на центральному нагір'ї Перу і знаходиться на межі зникнення через забруднення озера. Світова популяція виду, за даними 2009 року, становила 217 особин.

## Опис
Велика пірникоза, що майже втратила здатність літати. Тіло близько 35 см завдовжки і вагою 0,4 кг. Забарвлення контрастне: сріблясто-сірий верх і білий низ. Голова чорнувата, на потилиці світлі подовжені пір'я. Крила частково скорочені.

## Спосіб життя
Осілий вид, що ніколи не покидає озеро. Тримається невеликими групами на відкритій воді. Живиться дрібною рибою, за якої пірнає на дно озера. При небезпеці пірнає або біжить по воді, розмахуючи крилами. Іноді відривається на півметра від води, але справжнім польотом це назвати не можна. У період гніздування утворює невеликі колонії. Гнізда будує в заростях водної рослинності, як і у всіх пірникоз, вони плавучі.